# Мален, Дониелл
До́ниелл Ма́лен (нидерл. Donyell Malen; род. 19 января 1999, Виринген, Северная Голландия) — нидерландский футболист, нападающий английского клуба «Астон Вилла» и сборной Нидерландов. Участник чемпионата Европы 2020. Бронзовый призёр чемпионата Европы 2024.

## Клубная карьера
Мален — воспитанник столичного клуба «Аякс». В 2015 году интерес к нему проявляли английские «Манчестер Юнайтед» и «Челси», но Дониелл выбрал лондонский «Арсенал», так как его кумирами были Деннис Бергкамп и Тьерри Анри, выступавшие за канониров. В Англии он выступал за юношеские команды клуба и даже несколько раз попал в заявку на матчи чемпионата, но на поле не вышел. Летом 2017 года Мален вернулся на родину, подписав контракт с ПСВ. Для получения игровой практики Дониелл начал выступать за команду «дублёров». 8 сентября в матче против «Эйндховена» он дебютировал в Эрстедивизи. В начале 2018 года Мален был включён в заявку основной команды. 3 февраля в матче против «Зволле» он дебютировал в Эредивизи, заменив во втором тайме Люка де Йонга. В своём дебютном сезоне Мален стал чемпионом Нидерландов. 14 сентября 2019 года в матче против «Витесса» Дониелл сделал «пента-трик».
27 июля 2021 Мален перешёл в дортмундскую «Боруссию», подписав контракт до 2026 года. 14 августа в матче против франкфурсткого «Айнтрахта» он дебютировал в Бундеслиге. 28 сентября в поединке Лиги чемпионов против лиссабонского «Спортинга» Дониелл забил свой первый гол за «Боруссию». В ответном матче он отличился вновь, а также забил в рамках розыгрыша в ворота турецкого «Бешикташа». В розыгрыше Лиги Европы 2021/2022 против шотландского «Рейнджерс» Мален забил гол.
В 2024 году в матче Лиги чемпионов против ПСВ он забил гол. 

## Международная карьера
В 2015 году в составе юношеской сборной Нидерландов Мален принял участие в юношеском чемпионате Европы в Болгарии. На турнире он сыграл в матчах против команд Ирландии, Англии и Италии.
В 2016 году Мален во второй раз принял участие в юношеском чемпионате Европы в Азербайджане. На турнире он сыграл в матчах против сборных Испании, Италии, Сербии, Швеции и Португалии.
6 сентября 2019 года в отборочном матче к чемпионату Европы 2020 против сборной Германии Мален дебютировал за сборную Нидерландов. В этом же поединке он забил свой дебютный гол за национальную команду.
В 2021 году Мален принял участие в чемпионате Европы 2020. На турнире он сыграл в матчах против сборных Украины, Австрии, Северной Македонии и Чехии. 

### Голы за сборную Нидерландов
| #   | Дата            | Место                                    | Противник | Результат | Счёт | Соревнование                       |
| --- | --------------- | ---------------------------------------- | --------- | --------- | ---- | ---------------------------------- |
| 01. | 6 сентября 2019 | Фолькспаркштадион, Гамбург, Германия     | Германия  | 2:3       | 2:4  | Чемпионат Европы 2020 квалификация |
| 02. | 30 марта 2021   | Виктория, Гибралтар                      | Гибралтар | 0:5       | 0:7  | Чемпионат мира 2022 квалификация   |
| 03. | 7 сентября 2021 | Йохан Кройф Арена, Амстердам, Нидерланды | Турция    | 6:0       | 6:1  | Чемпионат мира 2022 квалификация   |
| 04. | 11 октября 2021 | Фейеноорд, Роттердам, Нидерланды         | Гибралтар | 6:0       | 6:0  | Чемпионат мира 2022 квалификация   |
| 05. | 14 июня 2023    | Фейеноорд, Роттердам, Нидерланды         | Хорватия  | 1:0       | 2:4  | Лиги наций 2023                    |
| 06. | 22 марта 2024   | Йохан Кройф Арена, Амстердам, Нидерланды | Шотландия | 4:0       | 4:0  | Товарищеский матч                  |

## Достижения
ПСВ
- Победитель Эредивизи — 2017/18

## Статистика
По состоянию на 10 января 2025 года
| Выступление         | Выступление      | Выступление      | Лига | Лига | Кубок страны | Кубок страны | Еврокубки | Еврокубки | Остальные | Остальные | Итого | Итого |
| Клуб                | Лига             | Сезон            | Игры | Голы | Игры         | Голы         | Игры      | Голы      | Игры      | Голы      | Игры  | Голы  |
| ------------------- | ---------------- | ---------------- | ---- | ---- | ------------ | ------------ | --------- | --------- | --------- | --------- | ----- | ----- |
| ПСВ                 | Эредивизи        | 2017/18          | 4    | 0    | 0            | 0            | 0         | 0         | 0         | 0         | 4     | 0     |
| ПСВ                 | Эредивизи        | 2018/19          | 31   | 10   | 2            | 0            | 8         | 1         | 1         | 0         | 42    | 11    |
| ПСВ                 | Эредивизи        | 2019/20          | 14   | 11   | 0            | 0            | 10        | 6         | 1         | 0         | 25    | 17    |
| ПСВ                 | Эредивизи        | 2020/21          | 32   | 19   | 3            | 1            | 10        | 7         | 0         | 0         | 45    | 27    |
| ПСВ                 | Итого            | Итого            | 81   | 40   | 5            | 1            | 28        | 14        | 2         | 0         | 116   | 55    |
| Боруссия (Дортмунд) | Бундеслига       | 2021/22          | 27   | 5    | 2            | 0            | 8         | 4         | 1         | 0         | 38    | 9     |
| Боруссия (Дортмунд) | Бундеслига       | 2022/23          | 26   | 9    | 3            | 1            | 6         | 0         | 0         | 0         | 35    | 10    |
| Боруссия (Дортмунд) | Бундеслига       | 2023/24          | 27   | 13   | 3            | 1            | 8         | 1         | 0         | 0         | 38    | 15    |
| Боруссия (Дортмунд) | Бундеслига       | 2024/25          | 14   | 3    | 2            | 0            | 5         | 2         | 0         | 0         | 21    | 5     |
| Боруссия (Дортмунд) | Итого            | Итого            | 94   | 30   | 10           | 2            | 27        | 7         | 1         | 0         | 132   | 39    |
| Всего за карьеру    | Всего за карьеру | Всего за карьеру | 175  | 70   | 15           | 3            | 55        | 21        | 3         | 0         | 248   | 94    |